# اعسمه
اعسمه یک منطقهٔ مسکونی در امارات متحده عربی است که در امارت رأس‌الخیمه واقع شده‌است. اعسمه ۶۰۲ متر بالاتر از سطح دریا واقع شده‌است.